# علی‌آباد (آباده)
علی‌آباد، روستایی از توابع بخش مرکزی شهرستان آباده در استان فارس ایران است.

## جمعیت
این روستا در دهستان بیدک قرار دارد و براساس سرشماری مرکز آمار ایران در سال ۱۳۹۵، جمعیت آن ۱۱۶ نفر (۳۷ خانوار) بوده‌است. همچنین این روستا دارای یک شهرک جدید الحداث بنام شهرک گلستان وبین راه اقلید آباده می‌باشد.